# NBA G League Team Executive of the Year Award
L'NBA G League Team Executive of the Year Award è il premio conferito dalla NBA G League al miglior dirigente coinvolto nelle operazioni extra cestistiche della stagione.

## Vincitori
| Stagione  | Nazionalità | General manager | Squadra                  |
| --------- | ----------- | --------------- | ------------------------ |
| 2009-2010 | Stati Uniti | Jon Jennings    | Maine Red Claws          |
| 2010-2011 | Stati Uniti | Bert Garcia     | Rio Grande Valley Vipers |
| 2011-2012 | Stati Uniti | David Higdon    | Bakersfield Jam          |
| 2012-2013 | Stati Uniti | Bill Boyce      | Texas Legends            |
| 2013-2014 | Stati Uniti | Jeff Potter     | Fort Wayne Mad Ants      |
| 2014-2015 | Stati Uniti | Tim Salier      | Austin Spurs             |
| 2015-2016 | Stati Uniti | Mike Levy       | Canton Charge            |
| 2016-2017 | Stati Uniti | Chris Murphy    | Santa Cruz Warriors      |
| 2017-2018 | Stati Uniti | Steve Brandes   | Wisconsin Herd           |
| 2018-2019 | Stati Uniti | Malcolm Farmer  | Texas Legends            |
| 2019-2020 | Stati Uniti | Dajuan Eubanks  | Maine Red Claws          |
| 2020-2021 | Stati Uniti | Matt Bresee     | Erie BayHawks            |
| 2021-2022 | Stati Uniti | Steve Brandes   | Wisconsin Herd           |
| 2022-2023 | Stati Uniti | Ryan Grant      | Iowa Wolves              |